# Marco Zanni
Marco Zanni (født 11. juli 1986) er en italiensk politiker og medlem af Europa-Parlamentet for Lega Nord.

## Biografi
Marco Zanni blev født i Lovere, nær Bergamo, i 1986. Han blev uddannet i businessadministration ved Bocconi Universitet i Milano og studerede derefter ved ESADE Business School i Barcelona. Efter at have færdiggjort sin postdoc blev han ansat ved Banca IMI, en italiensk investeringsbank.
I maj 2014 stillede han op til Europa-Parlamentsvalget for det populistiske og euroskeptiske Femstjernebevægelsen. Han blev valgt med 16.940 personlige stemmer.
Den 11. januar 2017 efter at Femstjernebevægelsen ikke var lykkedes med at komme med i den liberale ALDE-gruppe, forlod Zanni bevægelsen og blev i stedet medlem af højrefløjspartiet Gruppen Nationernes og Frihedens Europa (ENF). Den 15. maj 2018 blev han medlem af Lega Nord, den dengang var ledet af Matteo Salvini.
Zanni blev genvalgt ved Europa-Parlamentsvalget 2019 med 18.019 stemmer. Valget var karakteriseret af en stor fremgang for Lega Nord, der blev det største parti ved valget i Italien med mere end 34 % af stemmerne. Den 13. juni blev han udpeget som leder af højrefløjsgruppen Identitet og Demokrati (ID).